# Затон (Котласский район)
Затон — деревня в Котласском районе Архангельской области.

## География
Находится в юго-восточной части Архангельской области к северу от автодороги А123 на расстоянии приблизительно 4 км на северо-восток по прямой от города Коряжма на левом берегу Вычегды.

## История
В 1939 году отмечалась как деревня Коряжемского сельсовета Сольвычегодского района. До 2022 года деревня входила в Черёмушское сельское поселение до его упразднения.

## Население
Численность населения: 2 человека (русские 100 %) в 2002 году, 5 в 2010.